# Northrop T-38 Talon
Le Northrop T-38 Talon est un avion d'entraînement construit aux États-Unis durant les années 1960. Utilisé pour former les pilotes militaires et les astronautes de la NASA, il fut le premier avion d'entraînement supersonique et a été produit à plus de 1 100 exemplaires. Encore largement en service en 2024, il est considéré comme l'un des avions supersoniques les plus sûrs. On estime que plus de 60 000 pilotes ont été formés avec cet appareil.

## Conception
Dessiné par Edgar Schmued, le T-38 Talon est issu du même projet que celui qui donna naissance au Northrop F-5 Freedom Fighter (le N-156T) mais n'est pas un F-5 biplace comme on pourrait le croire. Cet avion a en fait été commandé dès 1956 par l'US Air Force et le premier prototype fit son vol inaugural en mars 1959, quelques mois avant celui du F-5 dont le développement n'a commencé qu'en 1958 et qui intègre un certain nombre de modifications par rapport au T-38.
Les premiers exemplaires de série furent livrés à partir de 1961 et la production continua jusqu'en 1972. Un total de 1 187 avions ont été construits, dont certains exportés. Aux États-Unis, le T-38 est utilisé à la fois par l'US Air Force et par l'US Navy, ainsi que par la NASA. Il a équipé la patrouille acrobatique des Thunderbirds de 1974 à 1983.
Un premier programme de prolongation de la durée de vie des appareils en plusieurs phases (nommé Pacer Classic) a été lancé en 1984, consistant à réviser la structure de l'avion et à changer les réacteurs. Il a été prolongé par une remise à niveau de toute l'électronique de bord (installation d'un viseur tête haute, d'un GPS, etc.) qui a donné naissance à la version T-38C que l'US Air Force utilise à partir de 2003 et compte bien conserver jusqu'aux années 2020.
Il sera remplacé aux États-Unis par le Boeing T-7 Red Hawk qui doit entrer en service a la fin des années 2020

## Variantes
- N-156T : Nom interne à la compagnie.
- T-38A : Biplace d'entraînement avancé.
- T-38A(N) : Biplace utilisé par la NASA pour l'entraînement des astronautes.
- AT-38A : Un petit nombre de T-38A furent convertis en avion d'entraînement aux armes.
- DT-38A : Plusieurs T-38A de l'US Navy convertis en drone.
- NT-38A : T-38A convertis en avion de test et recherche.
- QT-38A : Drone cible.
- AT-38B : Biplace d'entraînement aux armes.
- (A)T-38C : (A)T-38 avec des améliorations de la structure et de l'avionique

## Utilisateurs
- Allemagne
- Corée du Sud
- États-Unis

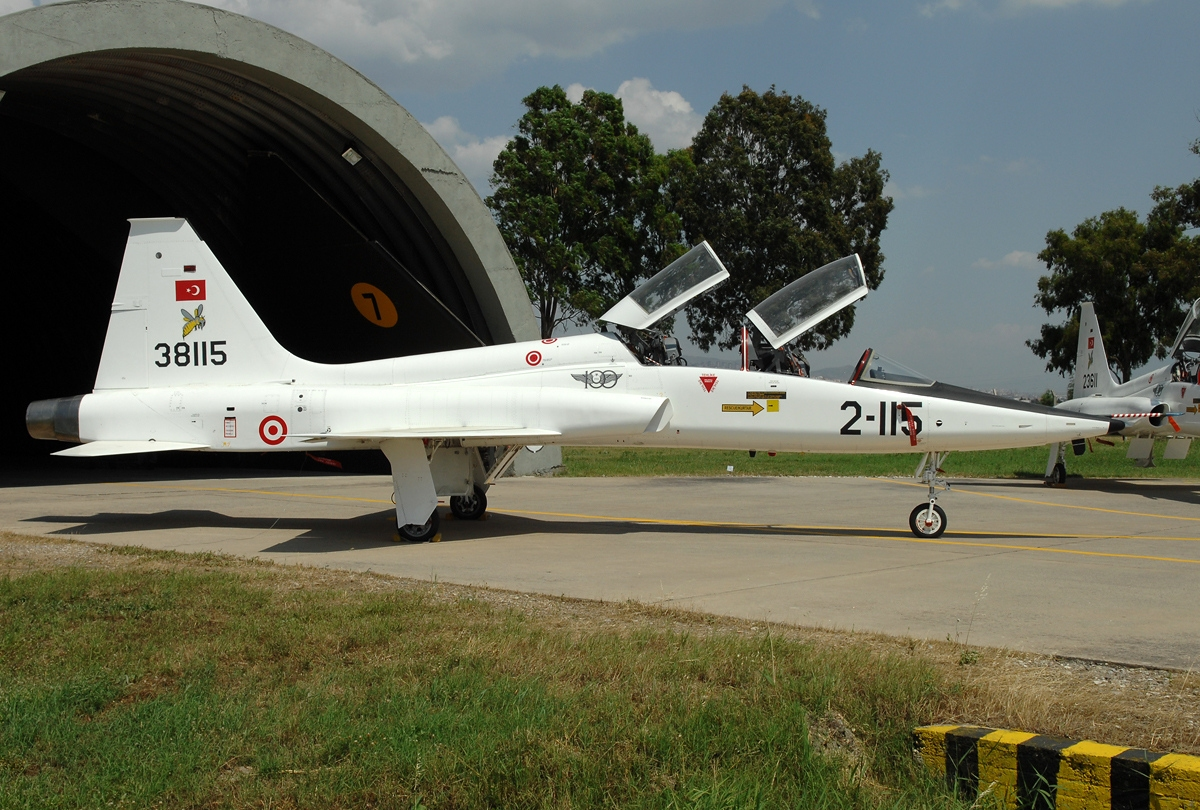
Un T-38M turc en 2015.

  - United States Air Force (462 en septembre 2007[4] ; 54 T-38A et 448 T-38C en 2013[5], 53 T-38A, 6 (A)T-38B et 443 T-38C au 30 juin 2021[6].)
  - United States Navy
  - NASA (~32 avions)
  - Thornton Aircraft Company (~5 avions)
  - Boeing (~1 avion)
  - 142 (dont 133 T-43A) au 8 janvier 2024 sont en dépôt au 309th Aerospace Maintenance and Regeneration Group (AMARG) contre 150 (dont 140 T-38A) au 14 janvier 2014 [7].
- Portugal
- Taïwan
- Turquie 33 en 2018, entrée en service à partir de 1979[8] (Remplacement prévu par le TAI Hürjet à partir de 2026)

## Accidents notables
- Le 28 février 1966, quelques mois avant le lancement de Gemini 9, les deux astronautes Elliott See et Charles Bassett sont tués lors du crash de leur T-38 sur l'aérodrome de Saint Louis dans le Missouri. Deux aspirants astronautes ont également perdu la vie aux commandes de T-38 : Theodore Freeman et Clifton Williams, respectivement en 1964 et 1967.
- Le 18 janvier 1982, un accident survient lors d'un entraînement de la patrouille acrobatique des Thunderbirds, alors équipée de T-38. Quatre pilotes trouvent la mort. À la suite de cela, la patrouille sera reformée sur F-16.
- Début mai 2008, les quelque 500 T-38 américains ont été temporairement interdits de vol à la suite de deux accidents mortels survenus à quelques jours d'intervalle (le 23 avril et le 1er mai). On recensait à cette date un total de 189 accidents sur cet appareil, ayant causé la mort de 138 personnes[9].
- Le 14 novembre 2018, un T-38C Talon s'écrase à Del Rio au Texas. L'accident fait un mort et un blessé[10].

### Développement lié
- Northrop F-5
- Northrop F-20 Tigershark
- T-X program (en)